# Smoky Hill (rzeka)
Smoky Hill (ang. Smoky Hill River) – rzeka w Stanach Zjednoczonych, w stanach Kolorado i Kansas, jedna z rzek źródłowych rzeki Kansas. Długość rzeki wynosi około 900 km.
Źródło rzeki znajduje się na terenie hrabstwa Cheyenne, na wysokości około 1410 m n.p.m. Rzeka płynie w kierunku wschodnim. W pobliżu miasta Junction City, na wysokości 320 m n.p.m. łączy się z rzeką Republican, dając początek rzece Kansas.
Głównymi dopływami są North Fork Smoky Hill (ujście na zachód od Russell Springs), Saline (ujście na wschód od Salina) i Solomon (ujście koło Solomon).
Większe miasta położone nad rzeką to Ellsworth, Lindsborg, Salina, Abilene i Junction City.